# مجله مراقبت مدیریت داروخانه
مجله مراقبت مدیریت داروخانه (به انگلیسی: Journal of Managed Care Pharmacy) یک مجله داروسازی است که در ایالات متحدهٔ آمریکا منتشر می‌شود.